# West Gonja
West Gonja är ett distrikt i Ghana.   Det ligger i regionen Norra regionen, i den centrala delen av landet, 400 km norr om huvudstaden Accra.